# Hugues Croizet
Pour les articles homonymes, voir Croizet.
Hugues Croizet est un homme politique français né le 8 février 1752 à Aurillac (Cantal) et mort le 14 novembre 1831 au même lieu.

## Biographie
Employé au contentieux d'état sous l'Ancien Régime, il quitte son emploi en 1782 avec une pension. Sous le Premier Empire, il est receveur des finances du Cantal. Il est conseiller municipal et conseiller général en 1810. Rallié à la Restauration, il est député du Cantal de 1815 à 1816 et de 1820 à 1830, siégeant dans la majorité de la Chambre introuvable.

## Sources
- « Hugues Croizet », dans Adolphe Robert et Gaston Cougny, Dictionnaire des parlementaires français, Edgar Bourloton, 1889-1891 [détail de l’édition]